# Herz-Jesu-Kirche (Krakau-Nowy Świat)
Die Herz-Jesu-Kirche  (polnisch Kościół Najświętszego Serca Pana Jezusa) in Krakau ist eine katholische Kirche an der ul. Garncarska 24 im Stadtteil Nowy Świat.

## Geschichte

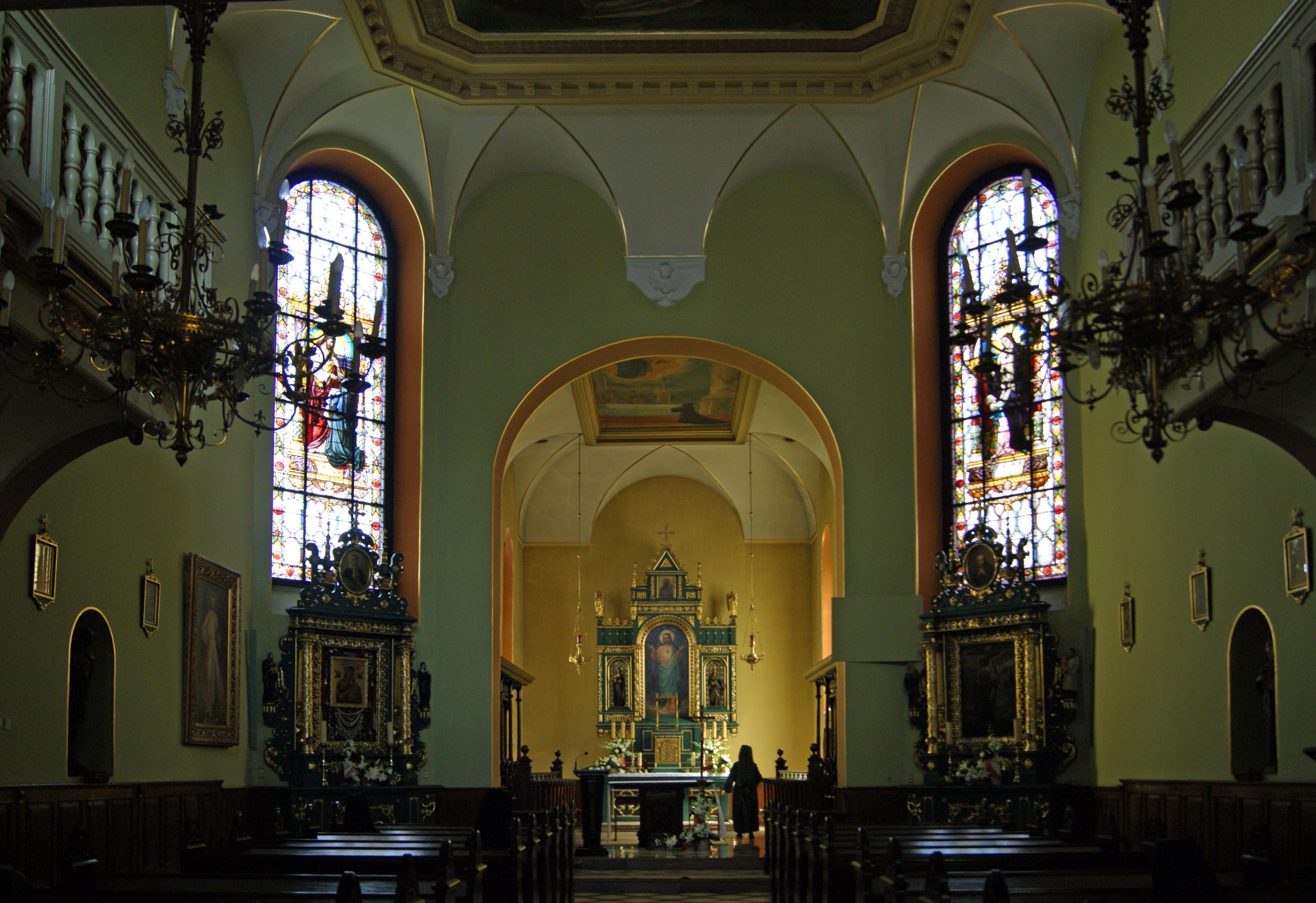
Innenraum

Die Kirche wurde vor 1900 im Jugendstil mit Elementen der Romanik und des Eklektizismus von Wacław Kaczmarski und Sławomir Odrzywolski für die Kongregation der Dienerinnen des heiligen Herzen Jesu errichtet und 1900 eingeweiht. Die Figuren schuf Jan Tombiński. Bei der Kirche ist ein kleines Museum des Ordensgründers, Bischofs Józef Sebastian Pelczar, eingerichtet. Die erste Oberin, die Selige Klara Ludwika Szczęsna, ist in der Kirche bestattet.